# قبرة شهباء
قبرة شهباء (الاسم العلمي Ammomanopsis grayi)، طائر من فصيلة القبرية ورتبة العصفوريات. موطنه جنوب غرب أفريقيا، موئله الطبيعي الصحاري الحارة.